# Адалберт Щифтер
Адалберт Щифтер (на немски: Adalbert Stifter) е австрийски белетрист, поет, художник и педагог. Смятан е за един от най-значимите представители на литературния стил от XIX век „Бидермайер“.

## Биография
Роден е на 23 октомври 1805 година в Оберплан, Бохемия (днес Чехия), в семейството на тъкач и търговец на прежда. Баща му умира през 1817 при произшествие и бъдещият писател – като най-голям – трябва още като дете да работи във фермата на своя дядо, за да изхранва семейството си. През 1818 г. другият дядо на Адалберт – въпреки многото възражения – го отвежда да учи в гимназията на бенедиктинския манастир в Кремсмюнстер (Горна Австрия). По-късно 59-годишният Щифтер си припомня обучението в гимназията:
| „ | ...там можех всеки ден да наблюдавам красиви пейзажи от сините Алпи в целия им блясък, там се научих да рисувам, радвах се на вниманието на отлични учители, запознах се с творчеството на стари и нови поети и за първи път чух изречението: „Красотата не е нищо друго освен божественото, представено в прелестно одеяние.“ Тази мисъл прониза цялото ми същество. | “ |

През 1826 г. Щифтер завършва гимназията, намира си място като домашен учител и започва да следва право във Виенския университет. Към този период спадат първите му поетически опити, вдъхновени от творбите на Гьоте, Хердер и Жан Паул. Влюбва се нещастно и като не намира взаимност, започва да търси утеха в алкохола. Несподелената любов осуетява по-нататъшното му следване в университета и през 1830 Щифтер прекъсва обучението си, без да се дипломира.
През 1829 – 1930 г. Щифтер написва първата си (останала незавършена) прозаическа творба „Юлий“ в стила на Жан Паул. През 1832 – 1833 безуспешно се опитва да получи преподавателско място. Запознава се с модистката Амалия Мохаупт и двамата се сгодяват, а през 1837 се женят. Щифтер се опитва чрез този брак да сложи ред в живота си, но това не става поради разточителността на Амалия. През 1837 и 1840 г. дори налагат на Щифтер забрана да разполага с имуществото си поради дългове.
През 1839 г. рисува първите си по-значими картини „Изглед към сгради от виенските предградия“, „Изглед към улица Беатрикс“ и „Руината Витингсхаузен“. През 1840 в популярното „Виенско списание за изкуство, литература, театър и мода“ излиза първият разказ на Щифтер „Кондорът“, който е приет благосклонно от читателите. През 1841 е публикуван и разказът му „Полски цветя“ в алманаха „Ирис“.
През 1841 г. отново става домашен учител. През 1842 публикува новелата „Авдия“, която му донася литературна слава и финансова независимост. До 1844 следват нови творби, които затвърждават значимостта му като писател. През 1843 преработва ранните си разкази и ги публикува в първите томове на своите „Студии“, които – за разлика от следващите – намират признание.
През размирната 1848 г. писателят става поддръжник на революционното движение и като „прогресивен либерал“ е избран за гласоподавател в Народното събрание. Това става причина да напусне Виена и да се установи в Линц. Там публикува новелата си „Селското училище“, която укрепва разклатеното му финансово положение. Бракът му с Амалия върви добре – съпрузите се разбират помежду си, само липсата на дете в семейството помрачава живота им. Затова писателят решава да приеме като възпитаница Юлиане, племенница на Амалия. Детето обаче често бяга от дома. През зимата на 1859 г. след дълго отсъствие намират тялото му в река Дунав. Остава неясно дали това е било нещастен случай или момичето е извършило самоубийство. Оттогава здравословното състояние на писателя бързо се влошава. Започва лечение на нервните му заболявания. Литературната дейност на Щифтер – за недоволство на издателя му – се забавя: работата по историческия роман „Витико“ (1867) се проточва в продължение на години. Като резултат Щифтер не е в състояние да продължи писателската си дейност. Чрез намесата на доброжелатели получава пенсия като придворен съветник и това закрепва положението му.
Поради обилно хранене и неумерена употреба на алкохол Щифтер развива цироза на черния дроб. На 28 януари 1868 г. писателят е намерен в болничното си легло с бръснач в ръка. Сънната му артерия е прерязана. Сертификатът за смъртта му тактично премълчава самоубийството. Той е погребан в гробището „Света Барбара“ в Линц.

## Живопис
- Ruine Wittinghausen, um 1833 – 1835
- Im Gosautal, 1834
- Der Königssee mit dem Watzmann, 1837
- Blick über Wiener Vorstadthäuser – Beatrixgasse, 1839
- Blick in die Beatrixgasse, 1839
- Mondlandschaft mit bewölktem Himmel, um 1850

- Ruine Wittinghausen
- Im Gosautal
- Mondlandschaft mit bewölktem Himmel

## Признание
- През 1906 в Линц е издигнат паметник на Адалберт Щифтер.
- През 1947 е изобразен на австрийска пощенска марка.
- В Линц се намира Щифтерхаус, някогашното жилище на писателя, в което от 1956 г. се помещава институтът Адалберт Щифтер на провинция Горна Австрия.
- „Голямата културна награда на Горна Австрия“ носи името на Адалберт Щифтер.
- През 2003 г. в родния град на писателя Оберплан е открит център Адалберт Щифтер, който има за цел задълбочаването на културните връзки между Австрия, Чехия и Германия.